# 胆管癌

胆道系の模式図

胆管癌（たんかんがん、英: Cholangiocarcinoma）は、胆管に発生する悪性腫瘍である。胆管とは肝臓でつくられた胆汁を十二指腸へ流す導管である。胆管は肝臓内の細い枝に始まり、次第に合流して2本の太い管（左肝管・右肝管）になり、肝門部で1本に合流し（総肝管・総胆管）、その後膵臓を貫いて十二指腸乳頭部に開口する。いずれの部位にも胆管癌は生じうるが、発生部位により性質や治療法が異なるため、以下のように細分類されている。
- 肝内胆管癌（肝臓内の胆管に生じた癌）
- 肝外胆管癌（肝管および総胆管に生じた癌。狭義の胆管癌。本項で解説する。）
- 乳頭部癌（乳頭部胆管に生じた癌）

なお、胆嚢管（胆嚢と総胆管をつなぐ短い管）に生ずる胆嚢管癌は、胆嚢癌に含めて取り扱われる。
本項では肝外胆管癌につき解説する。その他の癌についてはリンク先を参照。

## 病態
胆管癌は胆管上皮より発生する。癌は次第に増大して胆管を閉塞し、黄疸や胆管炎を引き起こす。進行すると膵臓など近接臓器に浸潤したり、リンパ節や肝臓へ転移する。

## 分類
発生部位により細分類される。胆道癌取扱い規約第5版による分類を示す。
- 肝門部胆管癌 - 左右肝管合流部付近に発生した癌。別名、Klatskin腫瘍。
- 上部胆管癌 - 肝管合流部から膵上縁までの胆管の上半分に発生した癌。
- 中部胆管癌 - 肝管合流部から膵上縁までの胆管の下半分に発生した癌。
- 下部胆管癌 - 膵内胆管に発生した癌。

上部から中部胆管癌は、解剖学的な発生部位によって総胆管癌と総肝管癌に区別することもあるが、総胆管と総肝管の境界（三管合流部）の位置は個人差が大きいため、臨床上はこのように上部胆管癌と中部胆管癌に区別するのが現実的である。

## 疫学
厚生労働省による人口動態調査によると、2005年の日本における胆管癌および胆嚢癌による死者は16,586人で、男性が7,845人、女性が8,741人である。

## 因子
胆石症、胆管炎、膵胆管合流異常症などの胆道疾患が危険因子として知られている。そのほか、潰瘍性大腸炎、クローン病なども危険因子である。また有機溶媒として利用される1,2-ジクロロプロパン、ジクロロメタンへの曝露が発症原因として知られている。2012年には、これらを含む有機系洗浄剤を大量に使用し作業してきた印刷工場の従業員が、極めて高頻度で胆管がんを発症していることが報告され、大きな社会問題となった。

## 症状
食欲不振、全身倦怠感、腹痛、黄疸などが主な症状である。検診で肝機能障害を指摘され発見されることもある。

## 検査

### 血液検査
胆道閉塞による血中ビリルビンや胆道系酵素の上昇、および腫瘍マーカーの上昇が見られる。
- CEA
- CA 19-9

### 画像検査

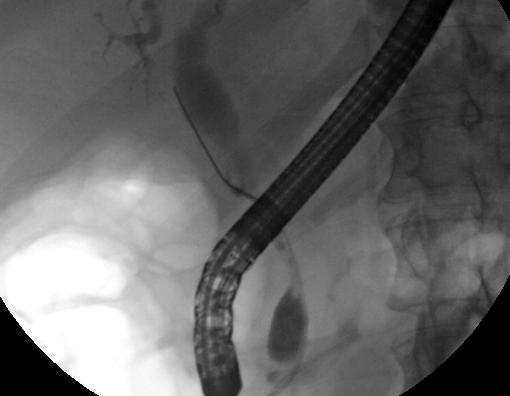
胆管癌のERC画像。総胆管が癌によって狭窄し、その上流の胆管が拡張している。

- 超音波検査 - 胆管の拡張が描出され、それによって胆管閉塞（＝がん）の位置を知ることができる。肝転移が描出されることもある。
- CT - 胆管癌は造影効果を持つ胆管壁の肥厚として描出される。胆管外に浸潤した癌は淡い造影効果を持つ不整形の領域として描出される。主要血管や周辺臓器への浸潤、遠隔転移の診断に有用である。
- MRI - 造影剤を用いずに胆管および膵管を描出することが可能であり (MRCP) 、胆管癌の診断に有用である。
- 胆管造影 (percutaneous transhepatic cholangiography、略称:PTC) - 超音波ガイド下に肝内胆管を穿刺し、造影剤を注入して胆管を描出する。典型的な胆管癌では胆管の不整な狭窄像が見られる。
- 内視鏡的逆行性胆道造影 (endoscopic retrograde cholangiography、略称:ERC) - 消化管内視鏡を用いてファーター乳頭部からチューブを入れ、造影剤を注入して逆行性に胆管を描出する。PTCと同様の所見が得られる。
- 胆道鏡 (percutaneous transhepatic cholangioscope、略称:PTCS) - 内視鏡で胆管内腔を観察する。粘膜病変を観察できるので、上皮内進展の診断に役立つ。直視下生検も可能である。

### 病理学的検査
- 胆汁細胞診 - PTCやERCの際に採取した胆汁を顕微鏡下に観察し、癌細胞があるかどうか調べる。
- 生検 - 胆道鏡を用いて病変から組織を採取し、顕微鏡下に観察する。典型的な胆管癌では腺癌が見られる。

## 診断
特徴的な画像所見および腫瘍マーカーなどにより診断する。MDCTの普及により高解像度の画像が得られるようになったため、癌の進展をより正確に診断する試みが行われている。

## 病期
癌の進行度は病期 (Stage) で表現される。国際的にはTNM分類が、日本国内では胆道癌取扱い規約による分類が使用されている。

## 治療
2008年12月現在、胆管癌に対する根治的な治療法は外科手術のみである。癌が胆管周囲に限局しており、切除により根治が見込める場合は原則として手術が選択される。主要な動脈への浸潤や遠隔臓器への転移があり、切除による根治が見込めない場合は全身化学療法もしくは放射線療法が選択される。

### 胆道ドレナージ
強い黄疸が見られる場合、それを軽減するためにドレナージが行われる。方法としては、内視鏡的にアプローチする内視鏡的胆道ドレナージ (ECP) と経皮的にアプローチする経皮経肝的胆道ドレナージ (PTCD) 、経皮経肝的胆嚢ドレナージ (PTGBD) がある。これらは基本的に対症療法であり、これで黄疸を軽減した後に手術などの他の療法で根治を図る。

### 手術
切除により根治が見込める場合に適応となる。癌の広がりに応じて切除範囲が決定される。
- 肝門部胆管癌 - 肝門部胆管を含む大規模な肝切除が行われる。手術の安全性を高めるため、術前に切除肝の門脈枝を塞栓し、残肝の容積を拡大させる処置が行われることがある。
- 上部胆管癌 - 癌が上部胆管に限局していれば肝外胆管切除が行われるが、肝門部胆管に浸潤がある場合は肝門部胆管癌と同様の手術が行われる。
- 中部胆管癌 - 癌が中部胆管に限局していれば肝外胆管切除が行われるが、下部胆管に浸潤がある場合は膵頭十二指腸切除が、肝門部胆管に浸潤がある場合は肝門部胆管癌と同様の手術が行われる。
- 下部胆管癌 - 膵頭十二指腸切除が行われる。
- 癌が広範囲の胆管に進展している場合には、肝切除を含む膵頭十二指腸切除が行われることがある。侵襲が大きく危険度が高いため、その適応に関しては慎重に検討される。

また、手術で根治が不可能な症例に対しても、症状の軽減を目的として胆管空腸吻合などの姑息手術が行われることもある。

### 放射線療法
手術不能な限局性の胆管癌に対して行われることがある。放射線療法単独では胆管癌を根治することはできず、補助的に行われる。
- 体外照射 - 体外から放射線を照射する方法である。
- 腔内照射 - 線源を胆管内に入れ、腔内から放射線を照射する方法である。
- 術中照射 - 開腹下に病変部に直接放射線を照射する方法である。

### 化学療法
切除不能な進行胆管癌に対し行われる。
胆嚢癌と包括し胆道癌として同じ化学療法が選択される。

## 予後
胆管癌は治療が困難ながんの一つである。治癒切除がなされた場合の5年生存率は30%から50%程度である。切除不能な進行胆道癌においては5年生存はほぼ皆無である。ゲムシタビン単独投与の日本国内第II相試験において、生存期間の中央値は7.6か月と報告されている。

## 著名な罹患者
山岡久乃を除く4例が死亡時点での年齢が50代である。
- 山岡久乃（女優、1999年2月15日に72歳没）
- 荻島眞一（俳優、2004年11月11日に58歳没）
- 川島なお美（女優、2015年9月24日に54歳没）
- 岩田聡（ゲームクリエイター、任天堂社長、2015年7月11日に55歳没）
- 平尾誠二（ラグビー日本代表選手・同監督、2016年10月20日に53歳没）